# Forchheim (Beieren)
Forchheim is een plaats in de Duitse deelstaat Beieren. Het is de Kreisstadt van de Landkreis Forchheim. De stad telt 32.374 inwoners.

## Geografie
Forchheim heeft een oppervlakte van 44,95 km² en ligt in het zuiden van Duitsland. De stad ligt in de streek Opper-Franken. Het middeleeuwse slot Burg Forchheim huisvest het archeologische museum van Opper-Franken.

## Partnergemeentes
- Le Perreux-sur-Marne (Frankrijk)
- Rovereto (Italië)
- Roppen (Oostenrijk)
- Pößneck (Thüringen)
- Gherla (Roemenië)
- Broumov (Tsjechië)

## Geboren
- Carl Carl (1830-1898), componist, dirigent en trompettist
- Hilmar Wäckerle (1899-1941), eerste commandant van concentratiekamp Dachau
- Roberto Hilbert (1984), voetbaltrainer en voormalig profvoetballer

## Fotogalerij

Forchheim
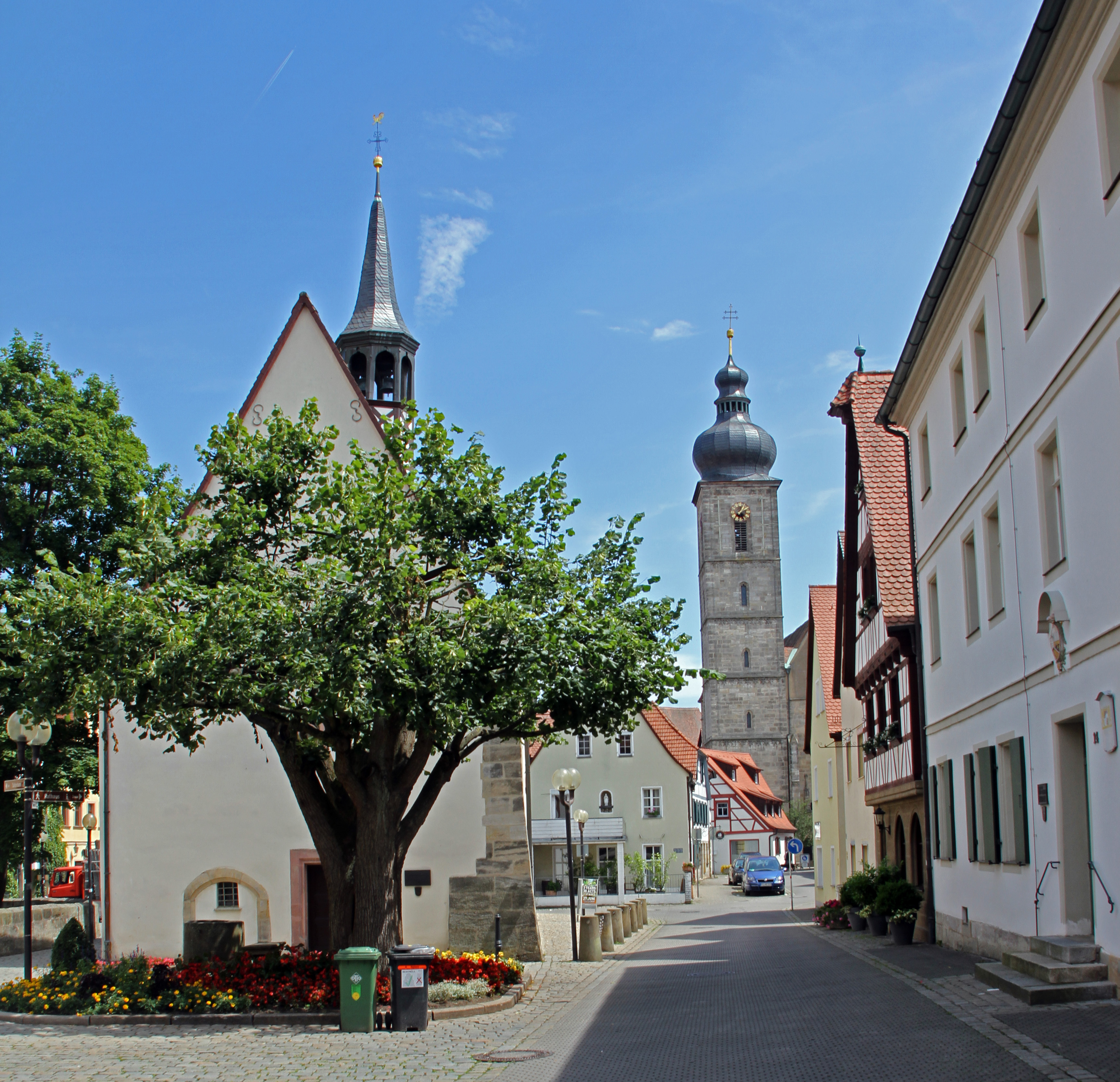
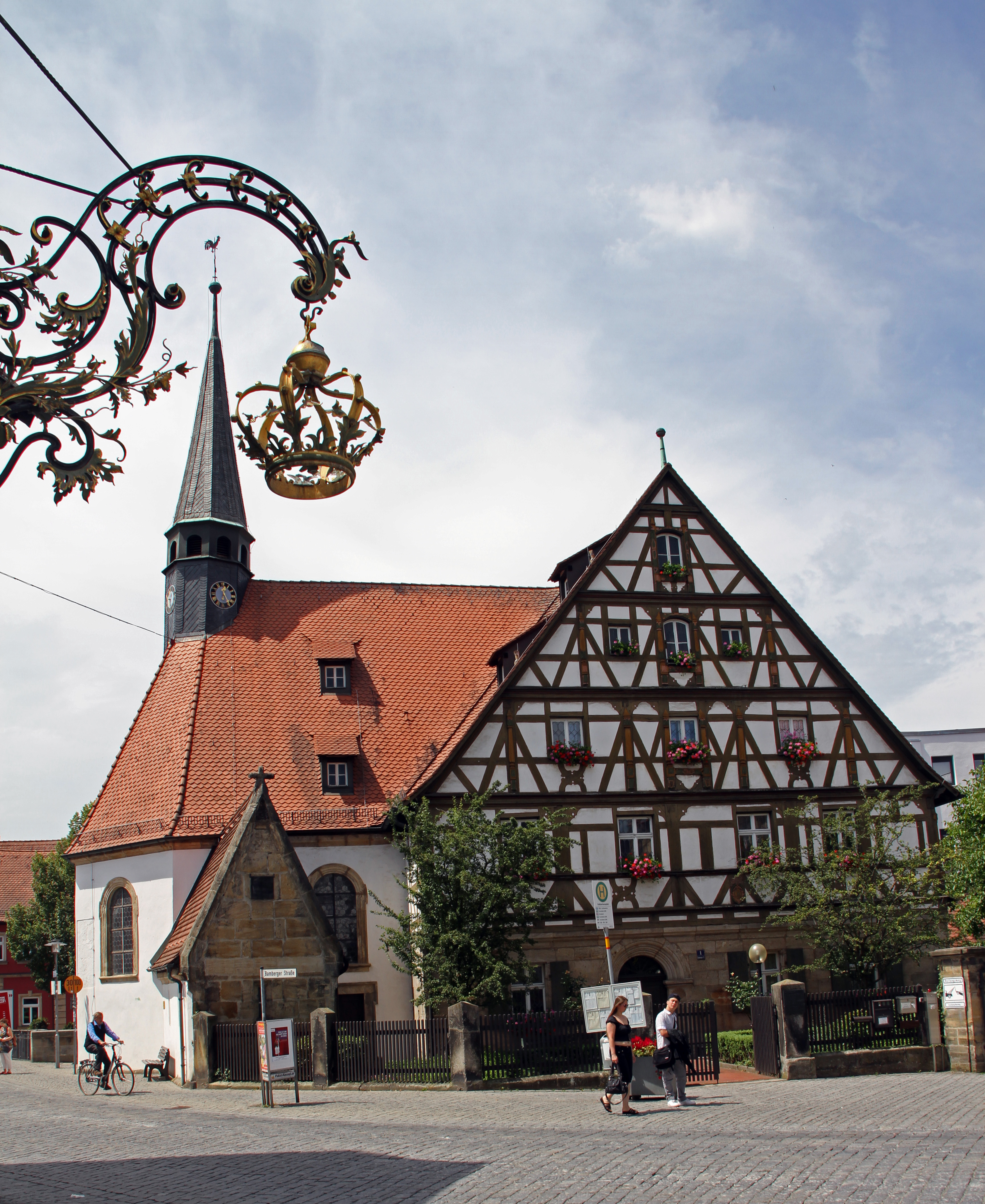
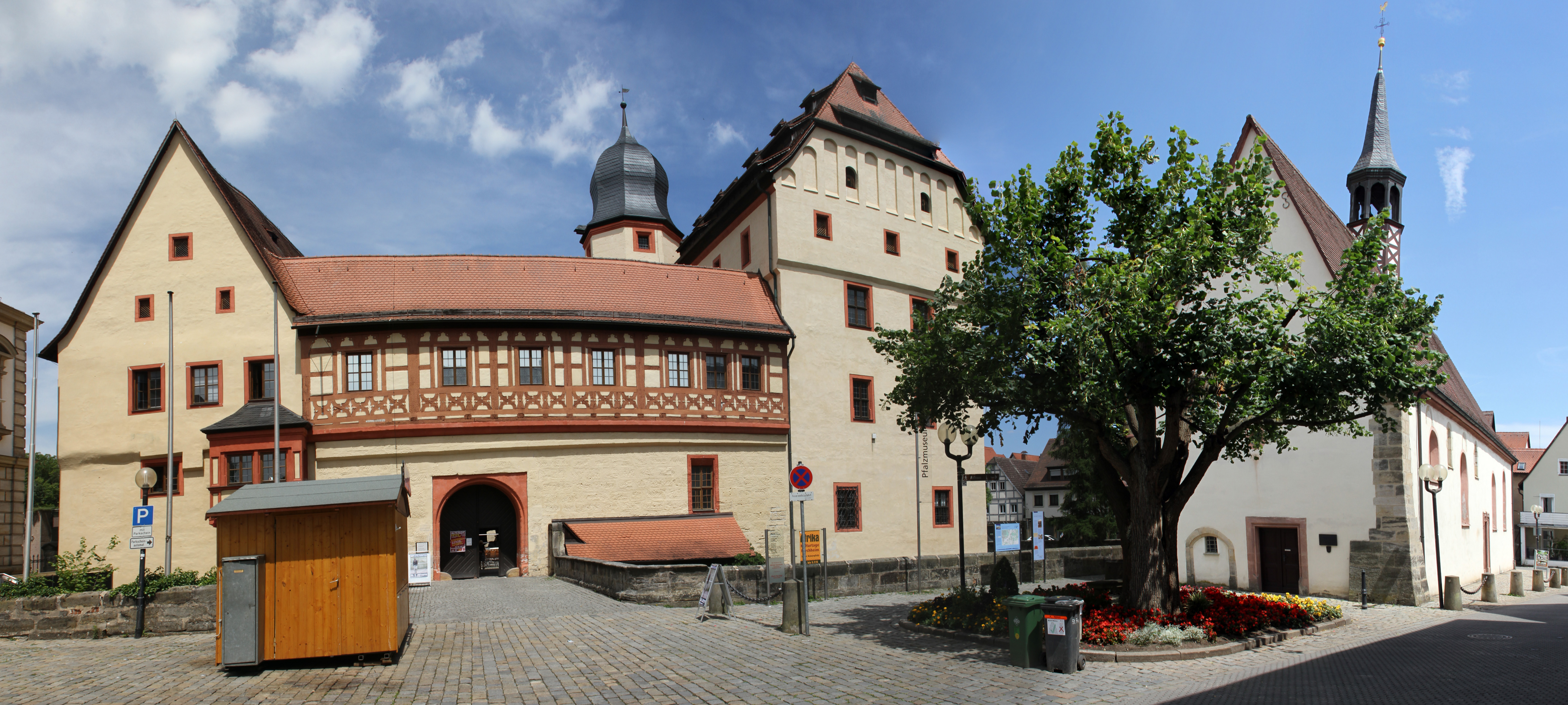
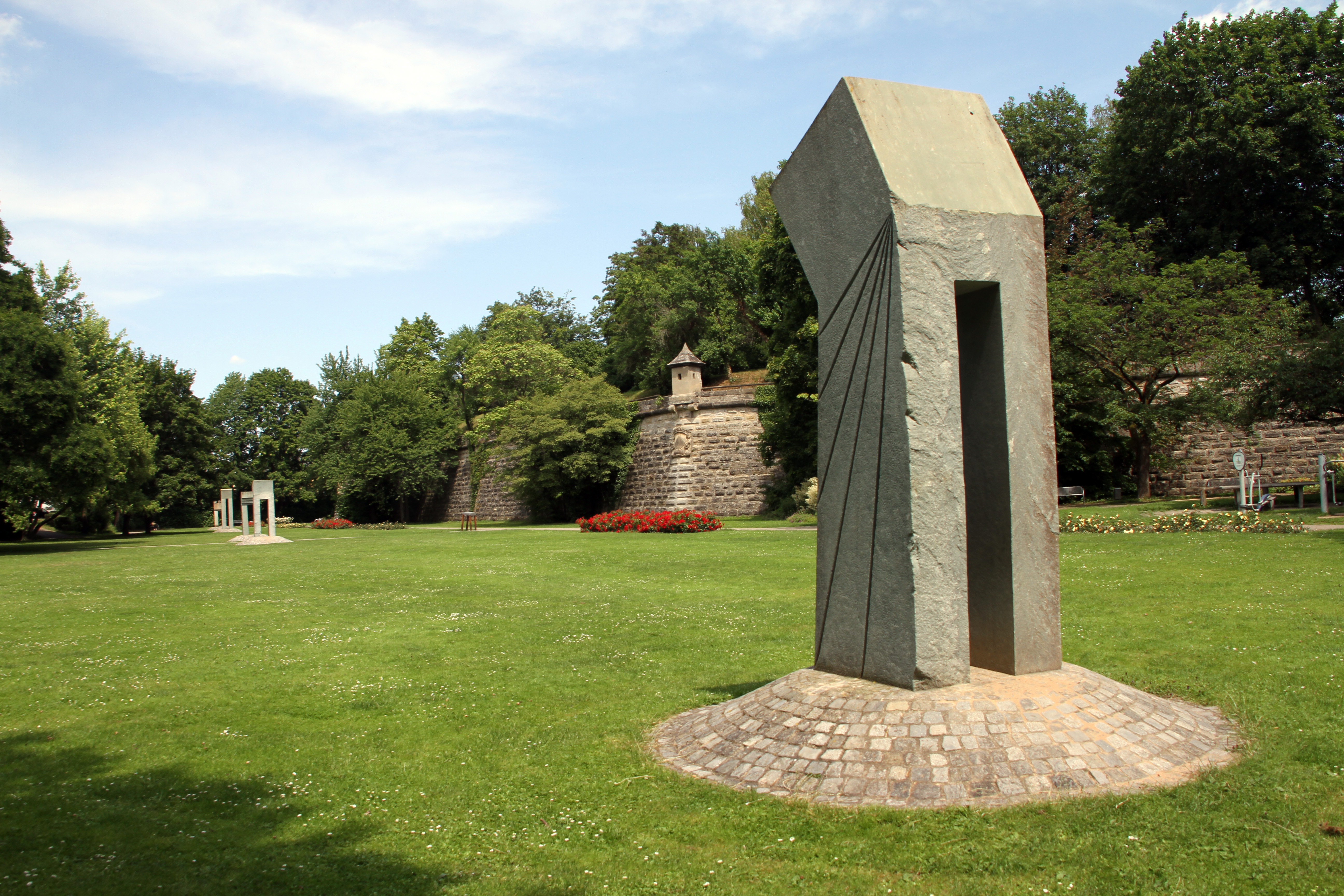
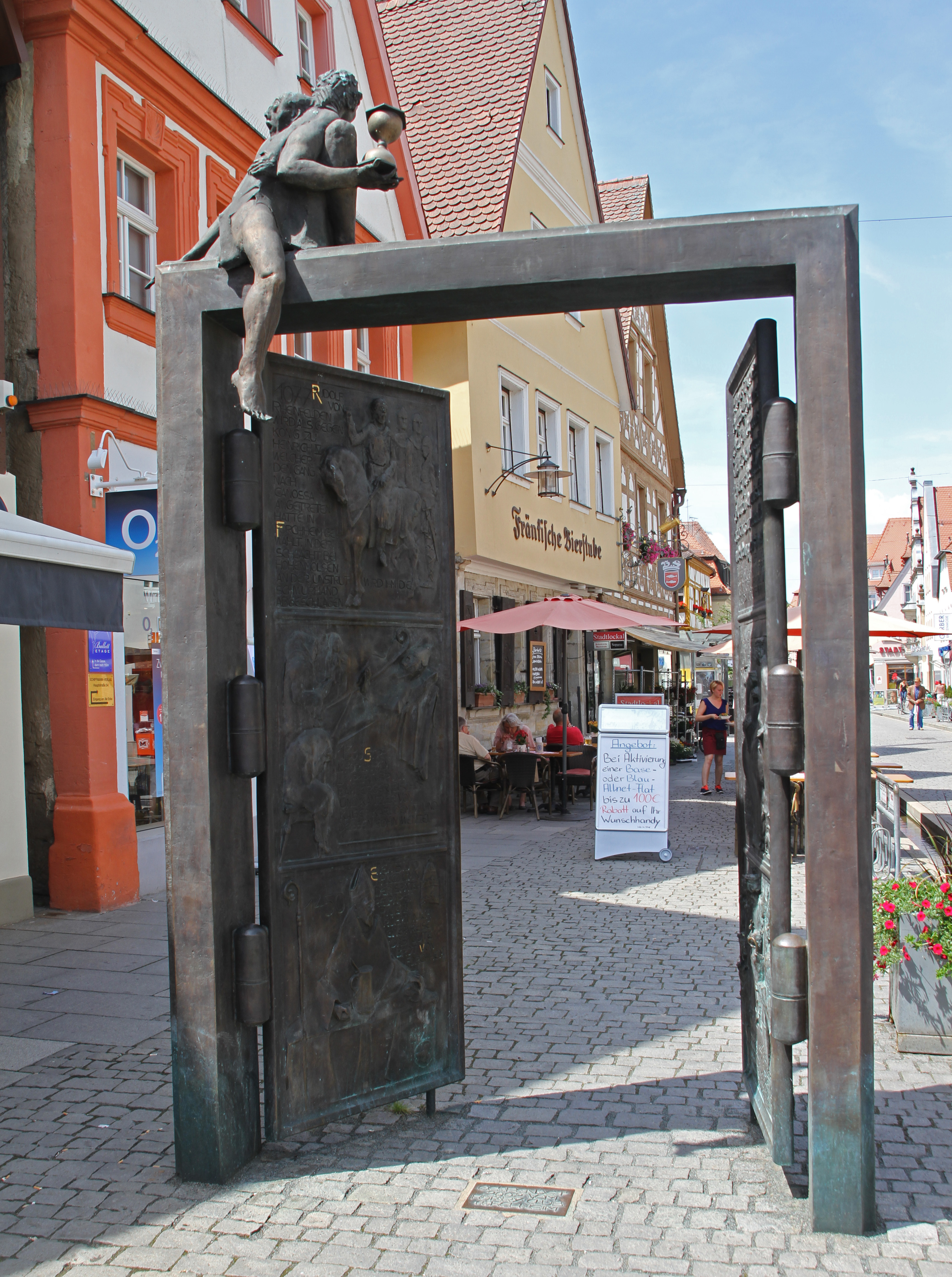
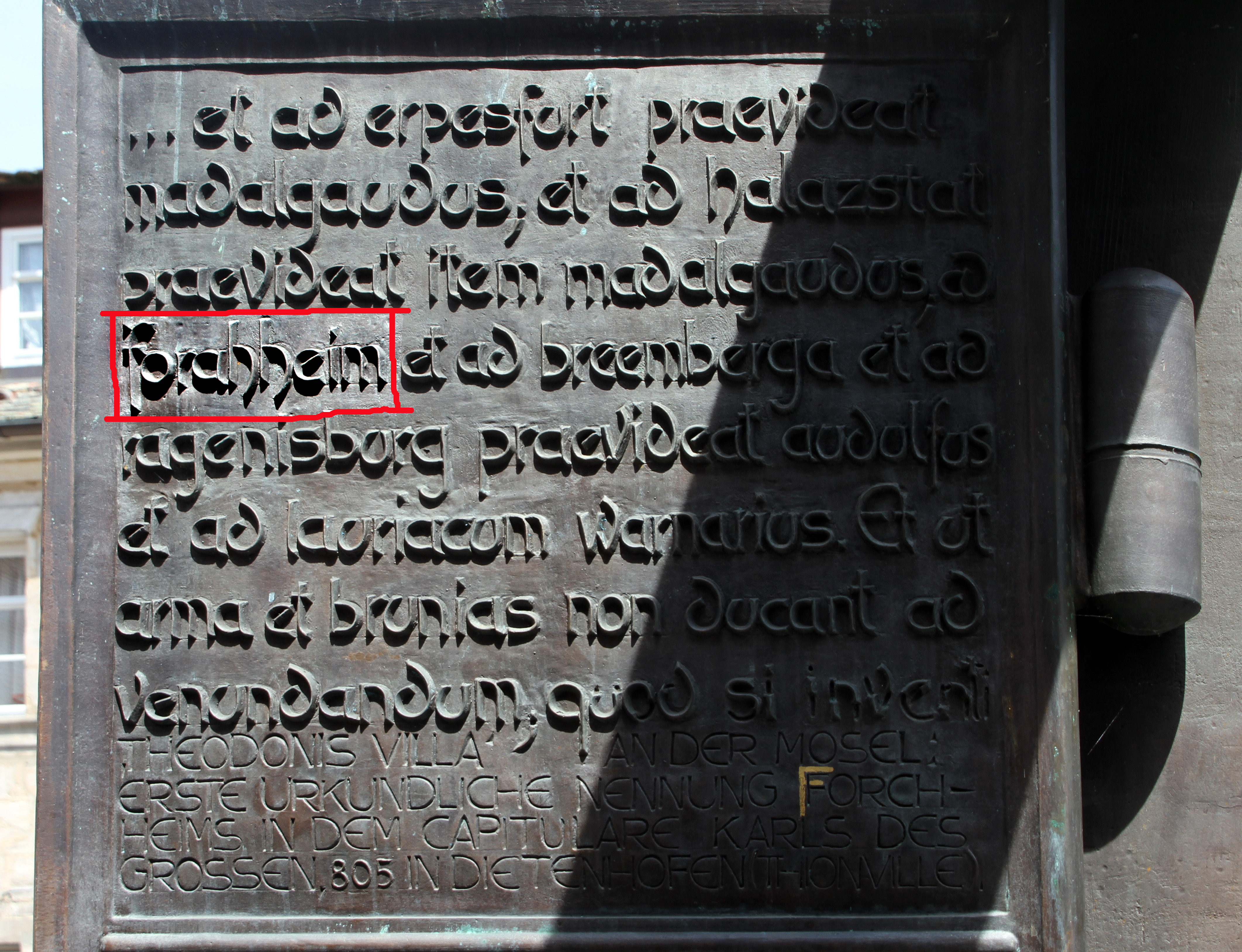
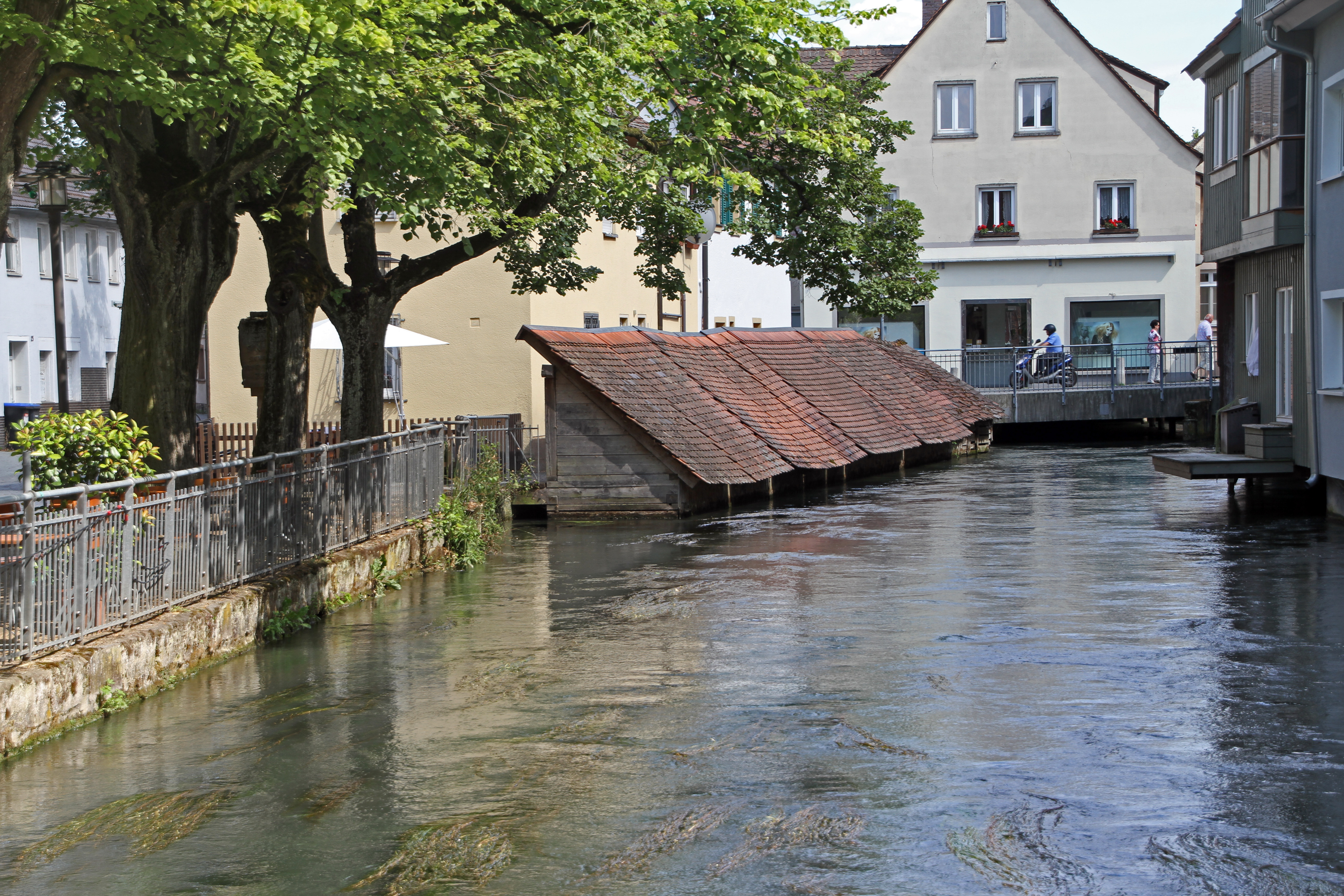
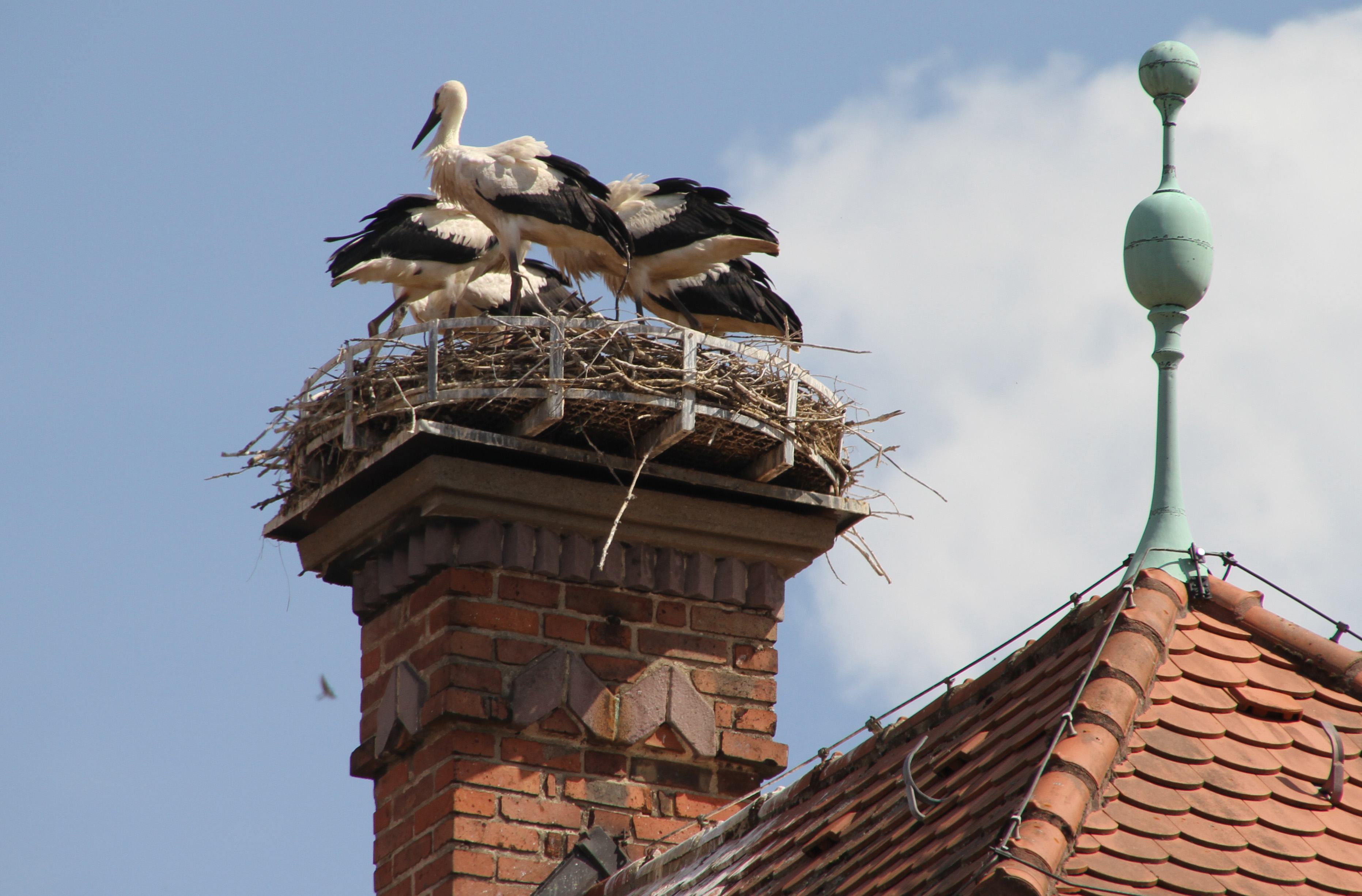

Dormitz ·
Ebermannstadt ·
Effeltrich ·
Eggolsheim ·
Egloffstein ·
Forchheim ·
Gößweinstein ·
Gräfenberg ·
Hallerndorf ·
Hausen ·
Heroldsbach ·
Hetzles ·
Hiltpoltstein ·
Igensdorf ·
Kirchehrenbach ·
Kleinsendelbach ·
Kunreuth ·
Langensendelbach ·
Leutenbach ·
Neunkirchen a.Brand ·
Obertrubach ·
Pinzberg ·
Poxdorf ·
Pretzfeld ·
Unterleinleiter ·
Weilersbach ·
Weißenohe ·
Wiesenthau ·
Wiesenttal